# Krombia zarcinellus
Krombia zarcinellus là một loài bướm đêm trong họ Crambidae.